# Addetto militare
L'addetto militare (fr attaché militaire)  è un ufficiale delle forze armate che i governi destinano presso le rappresentanze diplomatiche all’estero come consigliere tecnico per le questioni di rilevanza militare.

## Funzioni
Equiparati al consigliere d'ambasciata, hanno particolari compiti di informazione tecnico-militare, ma anche di intelligence, oltre che di rappresentanza e di consulenza per le industrie della difesa.

## Organizzazione
Normalmente l'addetto militare in un paese appartiene indifferentemente a una delle forze armate.
Nelle principali ambasciate vi può essere un addetto militare per ciascuna forza armata:
- Per l'esercito è generalmente un colonnello.
- per questioni riguardanti la marina militare vi è l'addetto navale, generalmente un capitano di vascello,
- per l'aeronautica militare la figura è denominata addetto aeronautico, di solito un colonnello pilota.

## Nel mondo

### In Italia
Nelle forze armate italiane gli addetti militari presso le ambasciate italiane all'estero, che dipendevano funzionalmente dal relativo SIOS, dal 2000 dipendono gerarchicamente dalla propria forza armata e funzionalmente dal II Reparto Informazioni e Sicurezza dello stato maggiore della difesa.
Istituzionalmente, l’Addetto militare rappresenta in un paese il Ministero ed il Capo di Stato Maggiore della Difesa .